# S1 (Berlijn)
De S1 is een lijn van de S-Bahn van Berlijn. De lijn verbindt het station Berlin-Wannsee in het gelijknamige stadsdeel in het zuidwesten van Berlijn via onder andere de stations Schöneberg, Friedrichstraße, Gesundbrunnen en Wittenau met het in de deelstaat Brandenburg gelegen Oranienburg ten noorden van Berlijn. De lijn telt 35 stations en heeft een lengte van 51,7 kilometer; de reistijd over de gehele lijn bedraagt 81 minuten. De lijn wordt uitgevoerd door de S-Bahn Berlin GmbH, een dochteronderneming van de Deutsche Bahn.
De spoorverbinding maakt van zuidwest tot noord gebruik van het traject van de Wannseebahn, de Noord-zuidtunnel, een korte sectie van de spoorlijn Berlijn - Szczecin en een deel van de spoorlijn Berlijn - Stralsund.